# Idia pernix
Idia pernix is een vlinder uit de familie spinneruilen (Erebidae). De wetenschappelijke naam is voor het eerst geldig gepubliceerd in 1958 door Townsend.
De soort komt voor in tropisch Afrika.